# Simone Sterbini
Simone Sterbini (Palestrina, 11 de diciembre de 1993) es un ciclista italiano que fue profesional entre 2014 y 2019.
En 2016 conseguiría su primera y única victoria como profesional en la Vuelta a Austria. El 26 de noviembre de 2019 anunció su retirada como ciclista profesional con 25 años de edad.

## Palmarés
2016
- 1 etapa de la Vuelta a Austria